# 大宫御所
大宫御所是日本皇太后或太皇太后（驾崩的天皇的皇后）所居的女院御所。而退位的天皇（太上天皇）在世时居住的御所被称为仙洞御所。

## 概述

### 京都大宫御所
京都大宫御所坐落于京都，是东京皇居之外最主要的大宫御所。
现在的京都大宫御所之所在地最早是由后水尾天皇为中宫东福门院修建的女院御所。在1854年（嘉永七年/安政元年）失火烧毁后被重修作为英照皇太后的女院御所。1872年（明治5年），皇太后移居东京，该御所也被废除。
1867年（庆应三年），京都仙洞御所和大宫御所之间的栅栏被拆除，仙洞御所的庭园被并入大宫御所。再后来，整个大宫御所的大部分又被纳入京都御所，并在大正时期进行了改建，添加了玻璃窗，修葺了洋室（西式房间），以适应现代生活方式。之后，京都的大宫御所虽然没有固定皇室成员居住，却被用作天皇、皇后、皇太子和太子妃行幸京都地区期间的住所。此外，京都大宫御所也曾被用作访问京都的外宾住宿设施，但随着2005年4月京都迎宾馆竣工，也就再也未有外宾下榻。
京都的大宫御所和仙洞御所都有小堀政一设计的池泉回游式庭园。建设之时园内池塘原本分为独立的北塘和南塘，但经过多年修整，两塘现已相连为一。仙洞御所庭园内有醒花亭、又新亭等茶室、神社、冰室等景观设施。
2013年，调研显示时用于皇族泊宿的御所建筑在烈度6级以上的地震中很可能倒塌。对此，宫内厅对御所馆舍进行了防震工事加固。 并且在同年6月天皇与皇后访问京都时的泊宿地点改为京都迎宾馆而非大宫御所。

### 吹上大宫御所
昭和时期
1930年（昭和5年），昭和天皇在赤坂御用地为节子皇太后（大正天皇的贞明皇后）建造了御所，这座御所后来被冠以大宫御所之名。 1945年（昭和20年），这座大宫御所在东京大空袭中被摧毁。1946年（昭和21年），该御所得以重建，但1951年（昭和26年）节子皇太后去世后被废止。
平成时期
1989年1月7日，昭和天皇去世，良子皇太后（原香淳皇后）居住的吹上御所更名为“吹上大宫御所”。 而明仁天皇则搬离了吹上寓所，在皇居内另建御所。1993年12月8日，经过登记后 ，天皇的御所被称为“新吹上御所”，以区别于皇太后的吹上大宫御所。
良子皇太后于2000 年6月16日去世后，吹上大宫御所由于没有了主人，其宫号也不再复正式存在。不过其建筑本身仍然保存完好，并由宫内厅持续维护和管理直到现在。